# Рунку (комуна, Вилча)
Рунку (рум. Runcu) — комуна у повіті Вилча в Румунії. До складу комуни входять такі села (дані про населення за 2002 рік):
- Валя-Бабей (304 особи)
- Вератеч (188 осіб)
- Гропень (115 осіб)
- Келіджі (48 осіб)
- Рунку (353 особи) — адміністративний центр комуни
- Снамена (38 осіб)
- Сурпаць (110 осіб)

Комуна розташована на відстані 154 км на північний захід від Бухареста, 9 км на північний схід від Римніку-Вилчі, 106 км на північний схід від Крайови, 105 км на південний захід від Брашова.

## Населення
За даними перепису населення 2002 року у комуні проживали 1156 осіб.
Національний склад населення комуни:
| Національність | Кількість осіб | Відсоток |
| -------------- | -------------- | -------- |
| румуни         | 1155           | 99,9%    |
| угорці         | 1              | 0,1%     |

Рідною мовою назвали:
| Мова      | Кількість осіб | Відсоток |
| --------- | -------------- | -------- |
| румунська | 1155           | 99,9%    |
| угорська  | 1              | 0,1%     |

Склад населення комуни за віросповіданням:
| Релігія       | Кількість осіб | Відсоток |
| ------------- | -------------- | -------- |
| православні   | 1153           | 99,7%    |
| адвентисти    | 2              | 0,2%     |
| римо-католики | 1              | 0,1%     |

## Зовнішні посилання
- Дані про комуну Рунку на сайті Ghidul Primăriilor